# Domingo Ghirardelli

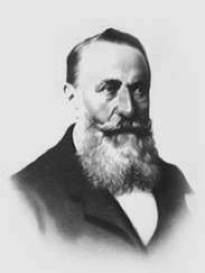
Domingo Ghirardelli

Domenico (Domingo) Ghirardelli sen. (* 1817 in Rapallo; † 17. Januar 1894 ebenda) war ein italienischer Chocolatier.

## Südamerika
Domenico Ghirardelli war der Sohn eines Chocolatiers. Im Jahr 1837 zog er zunächst nach Uruguay, anschließend im Jahr 1838 nach Lima in Peru, wo er ein Süßwarengeschäft eröffnete und seinen Vornamen in Domingo (das spanischsprachige Äquivalent seines Geburtsnamens) änderte.

## Kalifornien
Von Peru kommend, landete er am 11. Januar 1848, nur 13 Tage vor dem Goldfund in Sutter’s Mill, in San Francisco. Während des kalifornischen Goldrauschs verbrachte er zunächst mehrere Monate in Sonora und Jamestown. Nach einer kurzen Zeit als Händler in Stockton gründete er am 18. Juni 1852 in San Francisco mit „Ghirardelli & Girard“ die Vorläufergesellschaft der Ghirardelli Chocolate Company. Am 7. Februar 1852 wurde sein ältester Sohn Joseph Nicolas geboren und wurde zu einem der honorigsten Geschäftsleute der Stadt. Er starb kurz nach dem Erdbeben am 11. Mai 1906.
Sein Vater entwickelte indes im Jahre 1865 aus einer Zufalls-Situation heraus ein Herstellungsverfahren für Schokolade, das heute als Broma-Prozess bekannt und sehr weit verbreitet ist. Nach seinem Rücktritt im Jahre 1892 übernahmen seine insgesamt 3 Söhne das Geschäft, das sie vergrößerten und deshalb 1893 an San Franciscos Northern Waterfront verlegten, wo heute der berühmte Ghirardelli Square liegt.
Domingo Ghirardelli ist 1894 während einer Reise in seinen Geburtsort Rapallo gestorben. Beerdigt ist er auf dem Mountain View Cemetery in Oakland.
Mit der Ghirardelli Chocolate Company hinterließ er ein weltweit agierendes Unternehmen der Schokoladenbranche, das bis zur Übernahme durch die schweizerische Firma Lindt & Sprüngli im Jahr 1998 im Familienbesitz geblieben ist.